# Niphetogryllacris meruensis
Niphetogryllacris meruensis är en insektsart som först beskrevs av Sjöstedt 1909.  Niphetogryllacris meruensis ingår i släktet Niphetogryllacris och familjen Gryllacrididae. Inga underarter finns listade i Catalogue of Life.